# Adolf von Taube

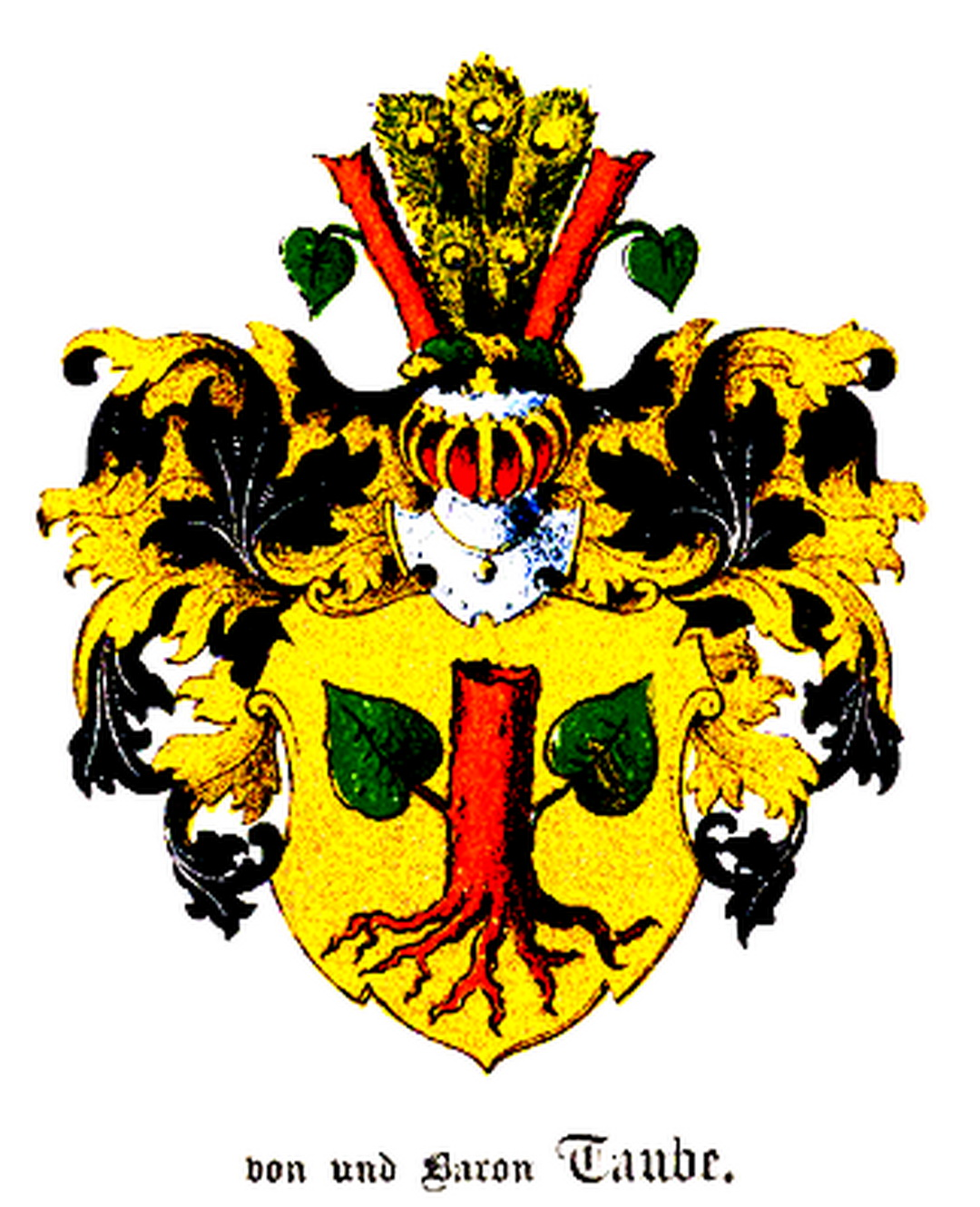
Stammwappen des Adelsgeschlechts „von Taube“ (Baltisches Wappenbuch 1882)

Karl Friedrich Gustav Adolf Taube von Kudding, Graf von Taube (* 9. Juli 1810 in Stuttgart; † 14. September 1889 in Kreuth) war Kammerherr und kurzzeitig Außenminister  des Königreichs Württemberg. 

## Werdegang
Adolf von Taube war der Sohn des Grafen Ludwig von Taube († 1816) und der Wilhelmine geborene Gräfin von Zeppelin († 1872). Seine Schulzeit  verbrachte der Halbwaise Adolf von Taube ab 1819 in der Privatschule Gottstatt im Schweizer Kanton Bern. Dort blieb er insgesamt acht Jahre und kehrte erst wieder nach Württemberg zurück, um die Abschlussklasse des Gymnasiums in Stuttgart zu besuchen. Seit 1828 studierte Taube an der Universität Tübingen Rechtswissenschaften. Während seines Studiums wechselte er einmal für ein Semester an die Universität Heidelberg. Während seines Studiums wurde er 1828 Mitglied der Commentburschenschaft Tübingen. Am 27. Oktober 1838 trat er als Aktuar am Oberamtsgericht Künzelsau in den württembergischen Justizdienst. 1838 kam er als Aktuar ans Oberamtsgericht in Ludwigsburg und wurde 1841 zum Kriminalamt nach Stuttgart versetzt. 
1844 erfolgte seine Ernennung zum Sekretär beim Geheimen Rat. 1847 erlangte Taube den Titel und Rang eines Regierungsrats und wurde im Dezember 1849 zum königlichen Kammerherrn (mit der Anrede Exzellenz) ernannt.  1851 begleitete er den Freiherrn von Neurath auf die Dresdner Ministerialkonferenz und wurde auf dessen Vermittlung am 6. November 1853 zum vortragenden Rat im Außenministerium befördert. Gleichzeitig wurde Taube Mitglied des Lehenrats. Als vortragender Rat im Außenministerium diente er nacheinander den Ministern  Neurath, Linden, Hügel und  Varnbüler. In seine Zuständigkeit fielen vom Herbst 1853 bis zum Frühjahr 1859  unter anderem die Verhandlungen mit Österreich wegen der Ausgestaltung der Beziehungen zum deutschen Zollverein und nach 1859 die Erörterungen zur Verbesserung der Bundeskriegsverfassung sowie zur Durchführung allgemeiner Reformen im Deutschen Bund. Taube war ab 1859 im Rang eines Geheimen Legationsrats und später eines Direktors. Seit 1859 leitete er zudem das Geheime Haus- und Staatsarchiv und übernahm 1862 auch die Leitung des Lehenrats.  Am 1. Juli 1864 wurde Graf von Taube Erster Kammerherr im Dienste der neuen Königin Olga, 1866 Oberhofmeister und am 6. März 1870 Obersthofmeister mit dem damit verbundenen Prädikat Exzellenz. Nach 1864 war das politische Geschehen von den Reichseinigungskriegen  und dem Abschluss des Schutz- und Trutzbündnisses bestimmt. Am 31. August 1870 übertrug ihm König Karl die Leitung des Außenministeriums, womit die Verantwortung für den Abschluss der Novemberverträge einherging, wenngleich die damit verbundenen Verhandlungen hauptsächlich von Hermann von Mittnacht geführt wurden.  Unter dem Eindruck des Todes seiner beiden Söhne im Deutsch-Französischen Krieg bat Adolf von Taube am 9. Januar 1871 um Versetzung in den Ruhestand. Dies wurde ihm mit Verleihung des Titels eines Geheimen Rats gewährt. Sein Nachfolger als Leiter des Außenministeriums  in Stuttgart wurde  der langjährige Botschafter in Paris, August von Wächter. Adolf von Taube blieb noch bis zum 1. Oktober 1883 Obersthofmeister im Dienste der Königin. Von 1872 bis 1885 bekleidete Graf von Taube auch das Ordenskanzleramt.

## Familie
Adolf von Taube war evangelisch und heiratete am 20. Dezember 1846 Friederike Freiin von Varnbüler, eine Tochter des früheren Finanzministers Varnbüler und Schwester des gleichnamigen Außenministers Karl von Varnbüler. Aus der Ehe gingen zwei Söhne namens Erich und Axel  hervor. Beide fielen am 2. Dezember 1870 in der Schlacht von Champigny. Ab dem 1. August 1874 hielt sich Graf von Taube im Sommer überwiegend in seinem eigens erbauten Haus in Kreuth auf. Die Wintermonate verbrachte er mit zunehmendem Alter meist in Meran, da das Klima für ihn in Stuttgart nicht mehr erträglich schien. Württemberg besuchte er im Frühjahr 1884 zum letzten Mal.

## Ehrungen
1865 wurde Adolf Graf von Taube mit dem Kommenturkreuz erster Klasse des Friedrichs-Ordens ausgezeichnet, 1877 erhielt er das Großkreuz des Ordens der württembergischen Krone. Außerdem war er Inhaber der Großkreuze Badens, Preußens, Sachsen-Weimars, der Niederlande, Österreichs, Italiens, Russlands und Schwedens.